# توني سنيل
توني سنيل (بالإنجليزية: Tony Snell) مواليد 10 نوفمبر 1991، هو لاعب كرة سلة أمريكي يلعب مع فريق شيكاغو بولز في الرابطة الوطنية لكرة السلة ويحمل الرقم 20. يبلغ طوله 6 قدم 7 بوصة (2.0 م).

## فرق لعب لها
- شيكاغو بولز

## روابط خارجية
- توني سنيل على موقع إن بي أي (الإنجليزية)
- توني سنيل على موقع سبورتس رفرنس (الإنجليزية)
- توني سنيل على موقع كرة السلة الأوروبية.كوم (الإنجليزية)
- توني سنيل على موقع إي إس بي إن.كوم (الإنجليزية)
- توني سنيل على موقع كلية كرة السلة في سبورتس رفرنس.كوم (الإنجليزية)
- توني سنيل على موقع ريلجم (الإنجليزية)
- توني سنيل على موقع بروبوليرز (الإنجليزية)
- توني سنيل على موقع سبورتس رفرنس (الإنجليزية)